# Selva Alegre (Loja)
Selva Alegre ist eine Ortschaft und eine Parroquia rural („ländliches Kirchspiel“) im Kanton Saraguro der ecuadorianischen Provinz Loja. Die Parroquia besitzt eine Fläche von 45,11 km². Die Einwohnerzahl lag im Jahr 2010 bei 1927.

## Lage
Die Parroquia Selva Alegre liegt in den westlichen Anden im Süden von Ecuador. Der Río Tenta, ein Zufluss des Río León, fließt entlang der östlichen Verwaltungsgrenze nach Norden. Im Westen erhebt sich der 3786 m hohe Cerro Cubilan. Der 2600 m hoch gelegene Hauptort befindet sich 14 km nordwestlich vom Kantonshauptort Saraguro. Eine Nebenstraße führt von Saraguro über San Pablo de Tenta und El Paraíso de Celén nach Selva Alegre.
Die Parroquia Selva Alegre grenzt im Osten an die Parroquia San Pablo de Tenta, im Süden an die Parroquia El Paraíso de Celén, im Westen an die Parroquia Manú sowie im Norden an die Parroquia Lluzhapa.

## Orte und Siedlungen
In der Parroquia Selva Alegre gibt es neben dem Hauptort folgende Comunidades: Carapalí, Guazhacorral, La Esperanza, San Luis, San Pablo, San Vicente, Suro und Yubirpamba.

## Geschichte
Die Parroquia Selva Alegre wurde am 31. Juli 1910 gegründet.